# Hastrman (film)
Hastrman je český film režiséra Ondřeje Havelky z roku 2018, pro kterého je to celovečerní režijní debut. Jde o adaptaci románu Miloše Urbana oceněného Magnesia Literou 2001 vyprávějící příběh milostného vzplanutí hastrmana k dívce Katynce zasazený do českého venkova v 19. století a podobně jako román i děj filmu vyvrcholí v současnosti.

## Obsazení

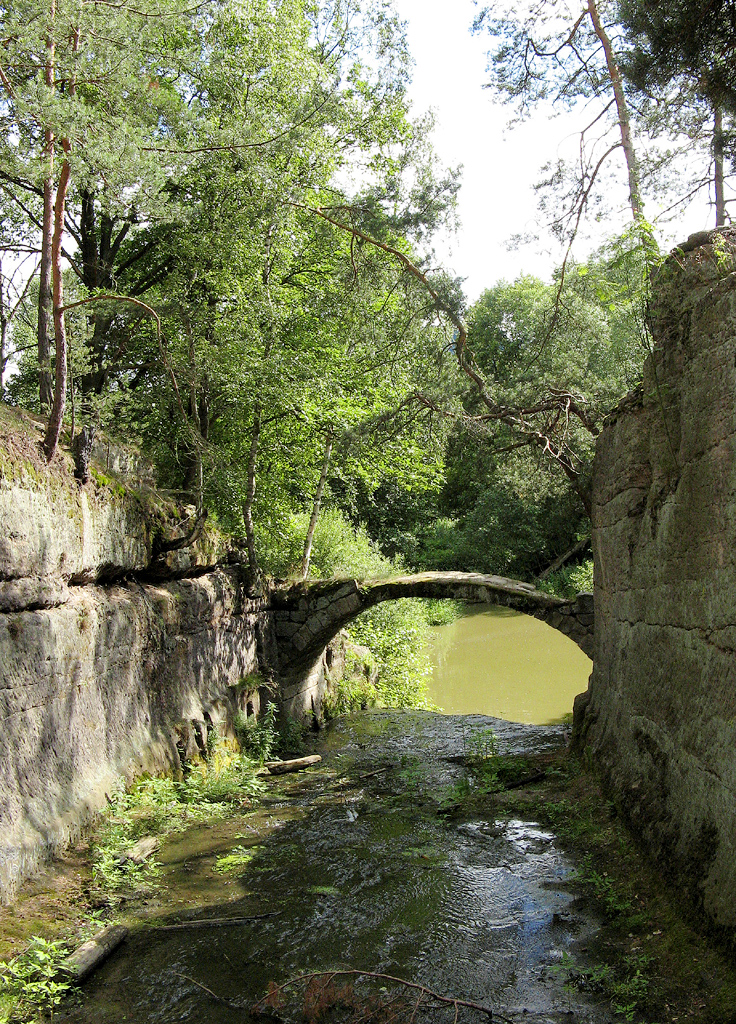
Exteriéry byly natáčeny u Holanských rybníků

| Karel Dobrý      | Baron Johann Salmon de Caus |
| Simona Zmrzlá    | Katynka Kolářová            |
| Vladimír Polívka | Jakub                       |
| Jiří Lábus       | sluha Francl                |
| David Novotný    | rychtář Kolář               |
| Norbert Lichý    | nadlesní Kabelatsch         |
| Jiří Maryško     | učitel Voves                |
| Jan Kolařík      | farář Fidelius              |

## Výroba
Exteriéry filmu byly natáčeny především v severních Čechách, konkrétně u Holanských rybníků v okolí kopce Vlhošť a v kostele svaté Barbory u Zahrádek na Českolipsku, dále ve skanzenu v Kouřimi, v Kokořínském dole (mlýn Štampach), u zámku Jezeří na Mostecku a v dalších místech v Českém středohoří.
Práva k předloze měl původně jiný filmařský tým, ten však nezačal točit včas a práva propadla. Tak se otevřela možnost pro Ondřeje Havelku.

## Recenze
- František Fuka, FFFilm
- Jan Gregor, Aktuálně.cz [5]
- Mirka Spáčilová, iDNES.cz [6]
- Vít Schmarc, Český rozhlas Radio Wave
- Jan Jaroš, iLiteratura.cz
- xxmartinxx, MovieZone.cz